# Alcochete (freguesia)
Alcochete es una freguesia portuguesa del concelho de Alcochete, con 87,45 km² de área y 9094 habitantes (2001). Densidad de población: 104,0 hab/km².